# 山野一郎
山野 一郎（やまの いちろう、1899年12月15日 - 1958年12月18日）は、日本の活動写真弁士、漫談家、俳優。本名は山内幸一。
弟の山地幸雄（本名:山内倉司）も活動写真弁士である。
1919年、三浦さくと結婚。第1子は夭逝したが、第2子・山内明は俳優、第3子・山内久は脚本家、第4子・山内正は作曲家、また、第5子山内幸子は作曲家小杉太一郎（俳優小杉勇の長男）の妻となった。タレント・エッセイストの山内美郷は孫（明の長女）。

## 来歴・人物
新潟県古志郡半蔵金村生まれ。幼年期に一家で東京に出て、向島に育つ。なお、生涯、自分が東京生まれでないことを隠していたという。東京府立第三中学校卒業。
はじめ俳優を志したが叶わず、三越の店員などを経て弁士となる。
向島福神館でデビュー、広尾不二館を経て、1923年（大正12年）より新宿武蔵野館専属となり、徳川夢声とともに同館の主任弁士を務めた。
映画がトーキーになってからは講談師の6代目一龍斎貞山の門下で一龍斎貞壽を襲名、さらに漫談家・俳優としてラジオや映画にも出演した。
1926年（大正15年）古川緑波らと「ナヤマシ会」を結成。
1929年（昭和4年）、武蔵野館でトーキー映画の上映が始まると同年10月には休養を余儀なくされる。
1933年（昭和8年）には「笑の王国」設立に参加した。
1958年（昭和33年）12月18日、心不全のため自宅で倒れ、死去した。享年59。墓所は都立雑司が谷霊園。
自伝『人情映画ばか』（1960年、日本週報社、大空社より復刻）がある。

## 主な出演映画
- 行けロスアンゼルス（1923年）
- エノケンの弥次喜多（1939年） - 伴団六 役
- エノケンの八百八狸 大暴れ（1950年） - 権助（狸） 役
- エノケンの天一坊（1950年） - 講釈師愚山 役